# Grande guerra francese
Grande guerra francese è un termine, coniato dagli inglesi, talvolta usato per descrivere le guerre combattute dalla Francia a partire dallo scoppio della rivoluzione francese fino alla caduta di Napoleone Bonaparte; oggigiorno, tuttavia, gli storici dividono questo conflitto in due eventi distinti: le guerre rivoluzionarie francesi e le guerre napoleoniche.
Il conflitto iniziò con la dichiarazione di guerra francese all'Impero austriaco il 20 aprile 1792, a seguito della crescita delle tensioni seguite alla rivoluzione francese del 1789; le guerre continuarono poi attraverso i diversi cambiamenti di regime in Francia, ad iniziare con la deposizione di Luigi XVI nel 1792, continuando con il regime del Terrore, per proseguire sotto il direttorio e quindi sotto Napoleone, prima come primo console e poi come imperatore. Il momento conclusivo del conflitto viene comunemente fissato con la sconfitta di Napoleone nella battaglia di Waterloo, il 18 giugno 1815. Nel periodo intercorso tra il 1792 ed il 1815, l'Europa conobbe solo due momenti di pace generalizzata: tra il 25 marzo 1802 ed il 18 maggio 1803 (periodo coperto dalla Pace di Amiens tra Francia e Regno Unito, e che di solito è preso come momento di cesura tra le guerre rivoluzionarie francesi e le guerre napoleoniche), e tra il 6 aprile 1814 (abdicazione di Napoleone) ed il 13 marzo 1815 (inizio della guerra della settima coalizione).
In totale le guerre coinvolsero dai sei ai dieci milioni di combattenti e causarono tra i 4,5 ed i 6 milioni di vittime compresi i civili. Esse vennero combattute principalmente in Europa, ma altri combattimenti avvennero anche in Egitto, Medio Oriente, sud e nord America, Caraibi, India e sugli oceani Atlantico ed Indiano.
Le guerre videro l'ascesa ed il crollo finale della dominazione francese sull'Europa, così come il declino degli imperi coloniali spagnolo e portoghese; gli imperi britannico e russo invece beneficiarono, nel breve periodo, dell'esito delle guerre. Uno dei risultati del conflitto fu il risveglio del nazionalismo italiano e tedesco che culminerà nell'unità d'Italia del 1861 e della Germania nel 1871.